# Chevrolet 1H
Der Chevrolet 1H war ein Personenkraftwagen. Er wurde gebaut
- 1972 als Concours Estate Station Wagon,
- 1972–1975 als Monte Carlo,
- 1973 als Chevelle Laguna Estate,
- 1975 als Vega Panel Express,
- 1976–1977 als Vega und
- 1976–1980 als Monza.